# Вунтут-Гвичин
Вунтут-Гвичин — община индейцев, говорящих преимущественно на языке гвичин. Основным поселением является Олд-Кроу, Юкон, Канада

## История
Вунтут-Гвичин относится к народу кучины, проживающему в Ван-Тате, что переводится как «люди озёр». Совсем недавно в VGFN вошли Вунтут Гвичин и Дагу Гвичин (которые традиционно жили выше по реке Поркьюпайн). Нация кучинов распространена на северо-западе Канады и на Аляске. К другим общинам кучинов Северо-Западных территорий относятся: тетлит гвичин в Форт-Макферсоне; Циигехтчич Гвичин в Цигетчике. Аляски: Гвичия Гвичин в Форт Юкон, Арктик-Виллидж, Чалкиитсик и Венити. Община подписала соглашения о самоуправлении 29 мая 1993 года. В 1995 году на землях Вунтут-Гвичин был образован Национальный парк Вунтут, управляемый общиной совместно с Парками Канады.